# Hydroporus gyllenhalii
Hydroporus gyllenhalii é uma espécie de insetos coleópteros pertencente à família Dytiscidae.
A autoridade científica da espécie é Schiodte, tendo sido descrita no ano de 1841.
Trata-se de uma espécie presente no território português.